# Kanton Bully-les-Mines
Der Kanton Bully-les-Mines ist seit 1975 ein französischer Wahlkreis im Arrondissement Lens, im Département Pas-de-Calais und in der Region Hauts-de-France. Sein Hauptort ist Bully-les-Mines.

## Gemeinden
Der Kanton besteht aus zwölf Gemeinden mit insgesamt 44.890 Einwohnern (Stand: 1. Januar 2022) auf einer Gesamtfläche von 88,07 km²:
| Gemeinde               | Einwohner 1. Januar 2022 | Fläche km² | Dichte Einw./km² | Code INSEE | Postleitzahl |
| ---------------------- | ------------------------ | ---------- | ---------------- | ---------- | ------------ |
| Ablain-Saint-Nazaire   | 1.966                    | 9,85       | 200              | 62001      | 62153        |
| Aix-Noulette           | 3.915                    | 10,44      | 375              | 62019      | 62160        |
| Angres                 | 4.719                    | 4,82       | 979              | 62032      | 62143        |
| Bouvigny-Boyeffles     | 2.385                    | 9,07       | 263              | 62170      | 62172        |
| Bully-les-Mines        | 12.172                   | 7,66       | 1.589            | 62186      | 62160        |
| Carency                | 820                      | 8,60       | 95               | 62213      | 62144        |
| Gouy-Servins           | 357                      | 3,32       | 108              | 62380      | 62530        |
| Mazingarbe             | 8.164                    | 10,29      | 793              | 62563      | 62670        |
| Sains-en-Gohelle       | 5.972                    | 5,71       | 1.046            | 62737      | 62114        |
| Servins                | 1.146                    | 6,36       | 180              | 62793      | 62530        |
| Souchez                | 2.664                    | 6,75       | 395              | 62801      | 62153        |
| Villers-au-Bois        | 610                      | 5,20       | 117              | 62854      | 62144        |
| Kanton Bully-les-Mines | 44.890                   | 88,07      | 510              | 6217       | –            |

Bis zur Neuordnung bestand der Kanton Bully-les-Mines aus dem zwei Gemeinden Bully-les-Mines und Mazingarbe. 